# Магаданская правда
Магаданская правда — во времена СССР партийная и советская областная газета — орган Магаданского обкома КПСС и областного Совета народных депутатов. В постсоветское время — общественно-политическая областная газета. Является официальным печатным органом Магаданской области, в котором публикуются нормативные акты областных органов власти.

## Современная газета
- Тематические страницы:
  - «ИЗБИРАТЕЛЬ» — посвящена выборам разных уровней, выходит в определенные предвыборные кампании еженедельно, подготовку выполняет отдел политики редакции совместно с областной избирательной комиссией[3].
  - «СОВЕРШЕННО СЕКРЕТНО» — эта страница освещает работу органов Федеральной службы безопасности по Магаданской области, выходит ежемесячно, готовит её отдел по связям с общественностью ФСБ и отдел информации редакции[3].
  - «БЕЗ СЕКРЕТОВ» — спецвыпуск УВД Магаданской области[2].
  - «ПОЕХАЛИ!» — здесь печатаются материалы о работе Госинспекции безопасности дорожного движения (ГИБДД), пропагандирующие Правила дорожного движения и безопасное поведение водителей и пешеходов. Выходит каждый месяц, готовит её отделом пропаганды ГИБДД УВД Магаданской области и отдел информации редакции[3].
  - «ЭНЕРГИЯ КОЛЫМЫ» — страница ОАО «Магаданэнерго»[2].
  - «ЗА ЗДОРОВЫЙ ОБРАЗ ЖИЗНИ», и другие[2].
  - «ГУБЕРНСКИЕ ВЕДОМОСТИ»[2].
- «МАГАДАШКА» — газета для детей[3].

## История
Написана по материалам книги «Газетной строкой…» (до 1985 года). «Магаданская правда»
является преемницей следующих газет (в хронологическом порядке): «Дальстрой», «Колымская правда», «Дальстроевец», «Советская Колыма».  Свой валовой номер она ведёт от газеты «Дальстрой».

### Газета «Дальстрой»
Первый номер газеты «Дальстрой» вышел 1 октября 1932 года как орган парткома и райпрофкома треста «Дальстрой». Под этим названием вышло 10 номеров, из которых сохранилось три: 1-й, 6-й и 9-й. Эти номера в дар Магаданскому краеведческому музею передала дочь первого секретаря парткома «Дальстроя» П. Э. Григорьева. Главное внимание в газете уделялось усилению партийно-массовой работы на горных предприятиях.

### Газета «Колымская правда»
С 15 января 1933 года газета «Дальстрой» выходит под названием «Колымская правда». В январе в свет вышли три номера газеты;
главное внимание в них уделялось строительству порта в бухте Нагаева и дороги, а также завоза продовольствия на прииски по
зимнику и борьбе с цингой. 8 февраля вышел 4-й номер газеты, единственный экземпляр этого номера хранится в
областном краеведческом музее. В этом номере дана сводка о переброске грузов на 152-й километр. Всего в 1933 году вышло 38
номеров.
Полный комплект «Колымской правды» за 1934 год с пометкой «год издания II» сохранился в Государственном областном архиве. Формат газеты стал таким же, как у «Магаданской правды» в 1980-х годах, периодичность определили раз в пять дней, однако в основном газета выходила раз в неделю из-за нехватки бумаги, а иногда и типографской краски. Тираж достиг двух тысяч экземпляров. В январе — феврале газета печатала материалы XVII съезда компартии СССР — «съезда победителей». 15 июня газета сообщает о спасении челюскинцев, и в этом же номере публикует материал о том, как прошла на Колыме первая посевная. 5 сентября в газете впервые появилась «Комсомольская страничка».
7 ноября 1934 года газета вышла на 8 страницах и в двух цветах; в ней появилась «Орочельская страничка» № 1 на латинизированном алфавите. Также, в номере были подведены итоги деятельности треста «Дальстрой» за три года.

### Газета «Дальстроевец»
Такое название газета получила 27 ноября 1934 года. Она стала органом гостреста «Дальстрой»; ответственным редактором остался А. Бахарев. Тираж газеты составил 2.800 экземпляров. В 1934 году вышло пять номеров «Дальстроевца», а в 1935 году — 40 номеров, из которых сохранилось только семь; тираж газеты достиг 3-х тыс. экземпляров.
22 марта 1935 года ЦИК СССР подписал постановление о награждении значительной группы трудящихся Дальстроя орденами и медалями, а 1 апреля это постановление перепечатал «Дальстроевец». 18 апреля 1935 года ответственным редактором становится Е. Емельянов. Номер за 18 апреля имел «шапку»: «Авиация пришла на службу социалистическому строительству Колымы. Дорогу авиации!» и рассказывал о начале работы воздушного флота на Северо-Востоке.

### Газета «Советская Колыма»

#### 1930-е годы
С 23 июля 1935 года газета стала выходить под названием «Советская Колыма», при этом ни порядковый (41-й), ни валовой (141-й) номер не изменился и остался № 41 (141). 7 ноября 1935 года праздничный номер вышел на 8 страницах, плакаты и призывы были напечатаны красной краской; опубликованы приказ Э. П. Берзина о награждении ударников Дальстроя и программа праздничных вечеров.
Материалы новогоднего номера от 1 января 1936 года посвящены стахановскому движению на Колыме, пропаганде решений декабрьского (1935 года) Пленума ЦК ВКП(б). Опубликован очерк журналиста и писателя И. Гехтмана о столетнем жителе села Гадли «Килланах — железный старик». 2 февраля 1936 года газета дала обзор многотиражных газет «Сигнал дороги» и «Колымский горняк», которые начали издаваться в населённом пункте Спорное в трудных таёжных условиях. 29 марта 1936 года в газете объявили конкурс ко Дню печати на лучшую рабкоровскую корреспонденцию; в качестве призов выделили фотоаппараты и отрезы на костюмы. Начиная с номера 29 (205) от 29 марта в газете стали появляться фотографии. В этом номере поместили снимок долгожителя Килланаха, о котором в номере от 1-го января писал Гехтман.

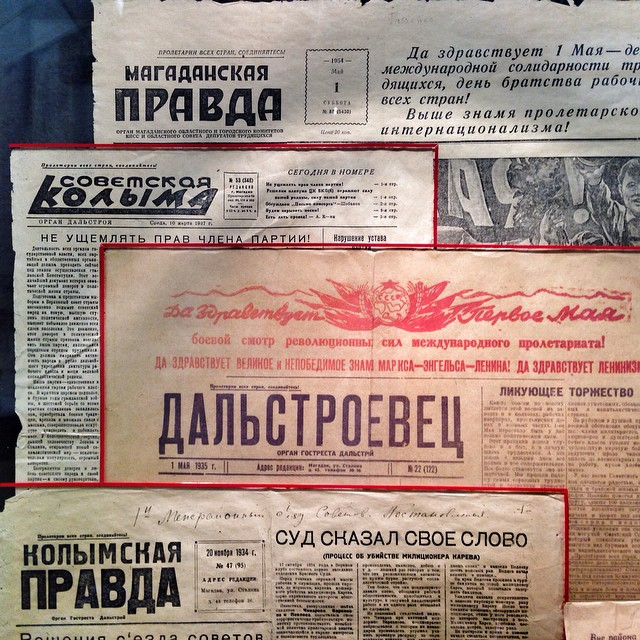

23 апреля редакция провела первую конференцию с читателями, где с отчётом выступил ответственный редактор газеты Р. А. Апин. Лучших рабкоров премировали, артисты театра дали большой концерт. Играл духовой оркестр. 1 мая Э. П. Берзин по радиотелефону разговаривал с редакцией газеты «Правда», а 3-го мая Р. А. Апин разговаривал с редакцией газеты «Известия». 26 мая 1936 года в газете поместили материал об открытии автобусного движения по маршруту Магадан — Атка — Стрелка. Также сообщалось, что по трём городским линиям общественный транспорт Магадана за апрель и первые 20 дней мая перевёз 22 тыс. 862 пассажира.
9 августа 1936 года в связи с гражданской войной в Испании в газете призыв: «Руки прочь от испанского народа!», статья: «Наши сердца — с защитниками испанского народа» и сообщение о многолюдном митинге на авторемонтном заводе. В номере от 29 августа целая полоса посвящена Магаданскому драмтеатру, коллектив которого был переведён на отдельный бюджет райкома профсоюза. 30 сентября газета сообщила от открытии первого на Колыме памятника Ленину — на прииске имени Водопьянова.
С 1937 года газета становится ежедневной (кроме выходных и праздничных дней); комплект «Советской Колымы» имеется только в Государственной библиотеке имени Ленина. 5 января газета сообщает о пуске 26 декабря 1936 года оснащённой импортным оборудованием опытно-обогатительной фабрики на Усть-Утиной речке. В праздник 8 марта газета опубликовала очерк о первой женщине-геологе Фаине Рабинович. 12 марта газета вышла с траурным оформлением на первой полосе — в Оротукане была злодейски убита секретарь комитета ВЛКСМ Южного управления топограф Татьяна Маландина. В последующих номерах газета публиковала материалы суда над убийцами Татьяны.
18 апреля помещены материалы с III Всеколымской партийной конференции; на этот момент в крае в компартии состояли 450 человек, и ещё насчитывалось 142 кандидата, комсомольцев было 1047 человек и 800 пионеров. 27 мая 1937 года редакция посвятила номер окончанию строительства Колымского моста через реку Колыму. Об этом событии говорила передовая статья за подписью Э. Берзина — «Дерзая, побеждать». 28 июня газета рассказала о первых выпускниках 10-го класса Магаданской средней школы. Среди них был начинающий поэт Сергей Наровчатов. 28 августа «Советская Колыма» сообщает о прибытии в Магадан писателя Евгения Петрова, соавтора Ильи Ильфа.
С 1938 года полные комплекты газеты хранятся в Москве, в Государственной библиотеке им. Ленина, также неполными комплектами владеет областной краеведческий музей. Тираж газеты теперь составляет 6 тысяч экземпляров. В номере от 6 февраля помещён портрет Валентины Хетагуровой и очерк «Мы — хетагуровки». 9 февраля опубликована первая корреспонденция собкора по Северному горнопромышленному управлению Николая Шило, геолога, будущего академика.
С 30 марта по 2 апреля 1939 года в Магадане прошёл I Всеколымский слёт рабкоров газет «Советская Колыма», «Красный горняк», «Орочельская правда» и журнала «Колыма». 3 мая политотдел Дальстроя реорганизовали в политуправление, «Советская Колыма» стала его органом. Затем, организованы политотделы в Северном, Южном и Западном управлениях; их органами стали, соответственно, газеты «Красный горняк», «Большевик» и «Стахановец». 14 мая выходит тысячный номер «Советской Колымы» — № 108 (1000).

#### 1940-е годы
6 января 1940 года газета сообщила об открытии в Юго-Западном управлении новых предприятий, добывающих олово — рудников имени Чапаева и имени Лазо, а также прииска «Третья пятилетка». 1 января 1941 года газета «Оротты правда» в результате реорганизации стала отделом при редакции газеты «Советская Колыма». 22 июня газета поместила материалы, рассказывающие об открытии летнего сезона в Магаданском парке культуры и отдыха; в этот же день стартовала городская олимпиада детского творчества.
В годы Великой Отечественной войны тираж газеты достиг 23 тысяч экземпляров. В первые месяцы войны ответственным редактором назначили Клавдию Александровну Боровикову, которая приехала на Колыму в 1938 году по путёвке ЦК ВКП(б), трудилась в посёлке Хатыннах, редактировала газету «Красный горняк». В 1940 году её наградили медалью «За трудовое отличие».
23 июня 1941 года, в понедельник, вышел экстренный выпуск газеты. На первой полосе помещены стихи «Вставай, страна», опубликована резолюция общегородского митинга. 29 июня появилась постоянная рубрика «В Фонд обороны нашей Родины». По специальной просьбе «Советской Колымы» из «Правды» прислали статью Емельяна Ярославского «Великая Отечественная война советского народа», которая была опубликована 3 июля.
5 июля помещены выступления участников митинга в Магадане, который был проведён в связи с обращением к советскому народу Председателя Госкомитета Обороны И. В. Сталина, общий смысл которых — перестроить всю работу на военный лад. 7 июля, в понедельник, вышел внеочередной номер с сообщениями Совинформбюро и очерками о героизме советских воинов. 11 июля опубликован материал спецкора Алексея Шмелёва, имеющий целью разобраться в причинах отставания предприятий, добывающих олово, имеющее для страны во время войны особо важное значение. Этой теме были посвящены материалы Шмелёва и в других номерах газеты.
1 августа появилась страница на эвенском языке. 15 августа назначен новый редактор — Борис Яковлевич Летнёв, член партии с 1928 года, с большим журналистским опытом работы. 19 августа — становится постоянной рубрика «Бойцы трудового фронта», а также анкета: «Что вы сделали для фронта?». 25 сентября — в связи с постановлением Госкомитета обороны «О всеобщем обязательном обучении военному делу граждан СССР» в газете стали публиковать постоянную рубрику «Уголок всеобуча». 13 декабря напечатан репортаж спецкора «О них говорила Москва» о шахтёрах прииска «Утиный» на Колыме, внедривших скоростные методы проходки и в связи с этим упомянутые в сообщении Совинформбюро.
3 января 1942 года газета сообщает о патриотическом движении северян: «10-процентную надбавку — в Фонд обороны». 15 февраля
выходит подготовленный выездной редакцией первый номер газеты «„Советская Колыма“ на гидростройке»; эта листок-газета выходила тиражом 300 экземпляров. В праздничном номере за 23 февраля сообщается, в частности, о боевых делах лётчиков звена «Комсомол Колымы». С 4 августа по причине дефицита бумаги газета выходит в половинном размере, однако для праздничного номера за 7 ноября сделано исключение. В этом номере напечатано письмо Ильи Эренбурга, которое передали специально для газеты по радио из Москвы.
В новогоднем номере от 1 января 1943 года напечатаны интервью передовиков производства: начальника Тенькинского управления В. Виноградова, геолога С. Раковского, шофёра Аткинской автобазы А. Мельникова, начальника прииска имени Гастелло Л. Челидзе и других. 17 января Указом Президиума Верховного Совета СССР ответственный редактор газеты Б. Я. Летнёв награждён медалью «За трудовое отличие». 23 февраля помещён ответ горняков прииска имени Гастелло матери героя, которая обратилась к ним с призывом работать по-фронтовому. 4 августа рабкоры газеты и выездная редакция провели рейд в ночную смену на прииске «Мальдяк».
В январе-феврале 1944 года газета печатает материалы о партийных конференциях. В июне в Магадан во главе американской делегации приезжал вице-президент США Генри Уоллес, об этом сообщалось в «Советской Колыме». Гости посетили также прииски и посёлок Сусуман. 6 августа 1944 года Совинформбюро сообщило о танкистах-дальстроевцах Бойко — Иване Фёдоровиче и Александре Леонтьевне, которые воевали в оккупированной немцами Латвии и за две недели подбили пять танков и уничтожили два орудия противника. О супругах Бойко газета писала 10 февраля 1943 года, публикуя их письмо И. В. Сталину с просьбой о приобретении на свои сбережения танка; также, фотография Бойко была сделана 28 февраля 1943 года в редакции, перед их отъездом на фронт.
4 мая 1945 года газета выходит в большом формате с шапкой: «Берлин занят войсками Красной Армии!». 5 апреля 1946 года выходит трёхтысячный номер газеты, в связи с чем опубликован приказ о поощрениях сотрудников газеты. 9 мая — год после окончания войны с Германией. Вторая полоса газеты в этот день названа «Бойцы вспоминают минувшие дни». 8 сентября 1946 года в газете помещены воспоминания Ивана Бойко о том, как он с женой воевал на танке, купленном на свои сбережения.

#### 1950-е годы
1 января 1950 года газета сообщает о том, что горняки края с энтузиазмом провели промывочный сезон и выполнили свои обязательства, ликвидировав отставание. 11 февраля 1951 года ответственным редактором назначен Иван Алексеевич Михайлов. 17 апреля целую полосу отвели первому выпуску Магаданского горного техникума; опубликована фотография русского парня К. Оглоблина и якута Т. Десяткина; с 1976 года Т. Г. Десяткин — гендиректор объединения «Якутзолото».
30 марта 1952 года — «Советская Колыма» держит в поле зрения местные газеты; им посвящена передовица. 1 февраля 1953 года полосу посвятили 10-й годовщине разгрома немецко-фашистских войск под Сталинградом. 19 января 1954 года вышел последний, 15-й за этот год, номер газеты «Советская Колыма».

### Газета «Магаданская правда»

#### 1950-е годы
Первый номер вышел 20 января 1954 года за подписью ответственного редактора Ивана Алексеевича Михайлова, которого 2 марта
сменил Н. С. Филиппов. 19 января 1955 года газета рассказывает о Вседальстроевском совещании горняков-новаторов, где обсуждались
вопросы механизации вскрышных и промывочных работ. 25 марта опубликовано сообщение о 1-й областной конференции сторонников мира, на которой избрали областной Комитет защиты мира. В 1955 году вышли первые номера литературно-художественного альманаха «На Севере Дальнем», первыми авторами которого были многие журналисты «Магаданской правды». 11 ноября 1957 года газета опубликовала репортаж
об открытии в Анадыре памятника Первому Ревкому Чукотки.

#### 1960-е годы
1 марта 1960 года газета сообщает о начале работы Магаданского телецентра. 26 декабря 1961 года в газете опубликован репортаж о I окружном слёте рабселькоров. 6 марта 1962 года в номере помещены материалы проведённого в Магадане межобластного совещания передовиков оленеводства, звероводства, охотничьего и рыболовного промыслов районов Крайнего Севера. В номере от 6 октября 1962 года сообщается об открытии в Магадане творческой конференции молодых литераторов, в работе которой принимали участие писатели из Москвы, Сибири и Дальнего Востока; а 6 февраля 1963 года «Магаданская правда» рассказывает о семинаре молодых поэтов и прозаиков Чукотки, состоявшемся в Анадыре.
В номер от 12 апреля 1964 года помещено приветствие всем читателям газеты от летчика-космонавта Юрия Гагарина. Весь выпуск от 14 июля посвящён 25-летию Магадана, в нём напечатаны стихи поэта Петра Нефёдова «Гимн городу». 26 мая 1965 года бюро обкома КПСС приняло постановление «Об освещении вопросов партийной жизни в газете „Магаданская правда“», положительно оценившее работу газеты, но указавшее и недостатки. 5 марта 1968 года в газете опубликованы материалы проходившего в Магадане Всесоюзного совещания работников золото-платиновой и алмазной промышленности. 18 февраля 1969 года сообщается о приезде в Магаданскую область специалистов из Чехословакии с целью изучения опыта эксплуатации в северных условиях автомашин марки «Татра». 29 марта 1969 года в свет вышел 10-тысячный номер газеты; «Магаданская правда» награждена Почётной грамотой Президиума Верховного Совета РСФСР.

#### 1970-е годы
22 января 1970 года зам. редактора газеты И. И. Сорокоумову присвоили звание «Заслуженный работник культуры РСФСР», а всего это почётное звание присвоили десяти сотрудникам газеты, а также, 20 апреля 1970 года, редактору Я. В. Билашенко. 17 января 1971 года газета впервые подробно, на целую полосу под названием «У самых синих гор», рассказывает об изыскателях и первостроителях Колымской ГЭС. 21 февраля 1971 года газетная полоса «От съезда к съезду» названа «Годы чудесных свершений» и рассказала о совхозе «Сеймчан», ордена Трудового Красного Знамени. В связи с открытием в Москве XXIV съезда КПСС «Магаданская правда» 30 марта 1971 года публикует подборку материалов: «Рапортуют Колыма и Чукотка», и там же разворот: «Пусть всегда коммунистов пример вдохновляет на подвиг высокий». В Магадан прибыла делегация деятелей литературы и искусства Якутии, 18 мая газета сообщает об этом. 6 июля в гостях у газеты побывал писатель Юрий Рытхэу, в связи с чем газета
напечатала отрывок из его новой повести «Метательница гарпуна». 10 декабря 1971 года отв. секретарь газеты Борис Наумович Уласовский награждён Комитетом народного контроля СССР знаком «За активную работу в органах народного контроля СССР». 21 января 1972 года в газете появляется рубрика «50-летию образования СССР — достойную встречу». 9 февраля внештатные авторы подготовили военно-патриотическую страницу, на которой помещены воспоминания ветерана Севера А. Малагина о поездке осенью 1942 года в Москву и встрече с семьёй Героя Советского Союза капитана Гастелло. 5 мая, в День печати — 60-летию газеты «Правда» её областной собрат, «Магаданская правда», посвятила полосу «Друг, советчик, наставник». 9 мая, в День Победы — художник газеты Николай Шубкин через 27 лет встретился с фронтовым другом, Дмитрием Романенко, работником Северо-Эвенского рыбокомбината. Красочный плакат Н. Шубкина «Пятилетку — досрочно!» помещён в новогоднем номере газеты, 1 января 1973 года. 27 марта 1973 года — отв. секретарю редакции Б. Н. Уласовскому присвоено звание «Заслуженный работник культуры РСФСР». На 20-летие Магаданской области в газете 2 декабря 1973 года помещена передовая «Край северный, индустриальный», фото героев труда, корреспонденция «Там, где геологи прошли», а также другие материалы. 2 марта 1974 года в газете опубликован фоторепортаж об открытии в посёлке Сокол нового аэровокзала.
В Магадан приехал Председатель Совета Министров СССР А. Н. Косыгин и в номере от 12 марта 1974 года газета сообщает об этом, также помещено фото встречи высокого гостя в аэропорту. 25 декабря 1974 года «Магаданская правда» начинает публиковать материалы к 30-летию Победы над фашистской Германией.
13 марта 1975 года газета широко освещает работу Всесоюзного совещания золотодобытчиков. 10 декабря 1975 года газета отмечает 45-летие Чукотского национального округа; опубликованы статья «Обновлённый край, Советская Чукотка» и очерк «Живут на „Дальнем“ энтузиасты».
29 января 1976 года — звание «Заслуженный работник культуры РСФСР» присвоено журналистам Ю. А. Павлову, И. А. Середе и И. П. Алабушеву. 19 марта в газете появилась полоса «Соревнование — это творчество», которая дожила и до 1980-х годов. 29 сентября на заслуженный отдых коллектив газеты проводил редактора Я. В. Билашенко, проработавшего на Севере 30 лет. Новым редактором утверждён И. И. Сорокоумов. 1977 год — 60-летие Великой Октябрьской революции; в декабре проводится областная выставка художественной фотографии «Край, Октябрём озарённый» на ней сотрудник газеты Я. И. Юрцуняк и её фотограф С. В. Бибиков получили дипломы лауреатов. 7 января 1978 года в газете помещён один из результатов работы выездной редакции на строительстве Колымской ГЭС — очерк «Котлован: минус 51 градус» с рисунками художника Н. Шубкина. 12 марта редакция вводит «Воскресную страницу», где печатаются краеведческие, познавательные, спортивные и другие материалы. 13 мая в редакции вновь побывал писатель Юрий Рытхэу, на этот раз после поездки по Аляске, с путевым дневником, отрывок из которого опубликовала газета. 8 декабря 1978 года весь выпуск посвящён 25-летию Магаданской области. В декабре 1979 года редакция газеты стала лауреатом Всесоюзного конкурса на лучшее освещение соцсоревнования и награждена Почётной грамотой Союза журналистов СССР; такую награду «Магаданская правда» получила также в 1982 и 1985 году.

#### 1980-е годы
10 декабря 1980 года номер посвятили 50-летию Чукотского национального округа. 14 июня 1981 года газета публикует статью
об экономии и бережливости в народном хозяйстве — «Воспитание бережливости» Героя Соцтруда, председателя постройкома «Магадангорстрой» В. С. Фуфлыгина. Главной газетной темой 1982 года стало 60-летие образования СССР; «Магаданской правдой» объявлен конкурс на лучший очерк — «Мы — советские люди», в котором приняли участие многие журналисты области. По итогам конкурса Магаданское книжное издательство выпустило сборник, а гонорар за него журналисты передали в Фонд мира. Начиная с 5 мая 1982 года газету подписывает новый редактор — Н. П. Манжурин. 22 мая редакция открыла новую рубрику:
«Областному центру — образцовую культуру»; подготовлена первая полоса под названием «Магадан. Город и горожане», которая с января 1984 года будет выходить каждую субботу. В январе 1983 года редколлегия московского журнала «Журналист» присудила коллективу газеты Почётный диплом «победителя Всесоюзного конкурса газет, журналов, телевидения и радио на лучшее освещение соцсоревнования». В связи с подготовкой к юбилею газеты с 23 июля 1984 года начинается публикация материалов в рубрике «История области в газетной строке». Много материалов публикуется в честь предстоящего в следующем году 40-летия Победы в Великой Отечественной войне. Это событие нашло отражение в материалах газеты и в 1985 году. Не было забыто и 50-летие стахановского движения.
23 июля 1985 года отмечали 50-летие «Магаданской правды», которое в то время отсчитывали от выхода в свет первого номера газеты «Советская Колыма». На торжественном собрании коллективу редакции вручили Почётную грамоту обкома КПСС и облисполкома. Юбилей был отмечен и центральной властью: Указом Президиума Верховного Совета РСФСР от 24 июля 1985 года
зав. отделом редакции газеты А. Д. Солодовниковой присвоено почётное звание «Заслуженный работник культуры РСФСР», Указом награждены Почётными грамотами Президиума ВС РСФСР сотрудники редакции Н. Н. Дорошева и Т. И. Гончарук. Союз журналистов СССР наградил Почётными грамотами сотрудников газеты Е. В. Денисова, Ж. М. Ерёменко, А. Н. Крестьянинова и В. А. Полищук. А 2 августа
«Магаданская правда» Указом Президиума Верховного Совета СССР награждена орденом «Знак Почёта»; торжественное вручение ордена коллективу газеты состоялось 13 сентября 1985 года. 26 сентября вышел 15-тысячный номер газеты, в котором с.н.с. областного краеведческого музея С. Ефимов рассказал о первом номере газеты «Дальстрой», вышедшей 1 октября 1932 года. Впоследствии именно от этой даты стали отсчитывать основание «Магаданской правды».

#### 1990-е годы
В 1999 году редакцию газеты преобразовали в государственное учреждение «Издательский дом „Магаданская правда“». Периодичность выхода и тираж газеты менялись.

#### 2000-е годы
На XIV фестивале журналистов России в Сочи в сентябре 2009 года «Магаданская правда» заняла 3-е место в конкурсе республиканских, краевых, окружных и областных газет — за журналистскую акцию, которая называлась «Простой человек в кризисе».